# Hermann Eschke

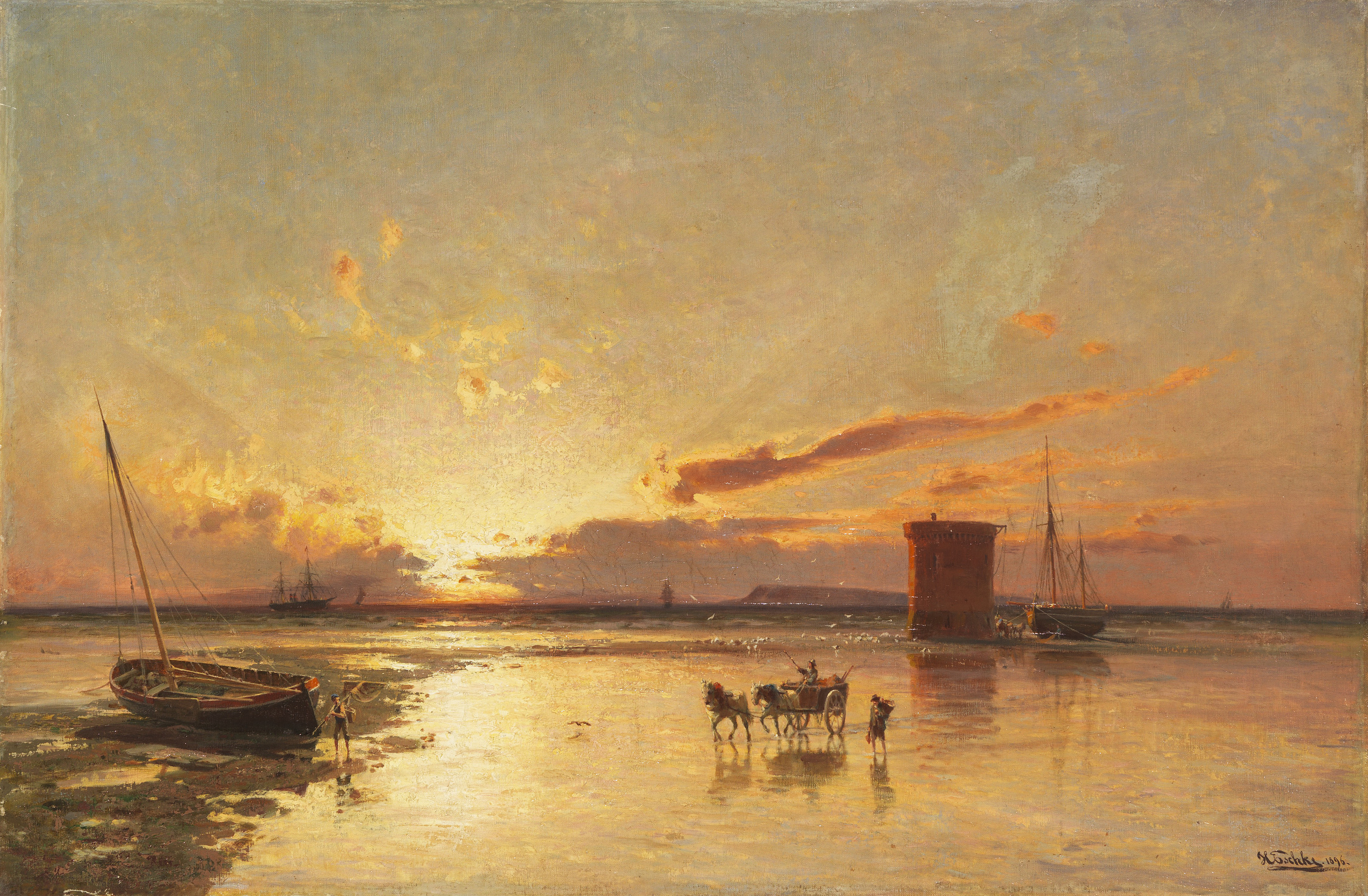
Torre de Martello en la costa de Leith en Edimburgo (1896), de Hermann Eschke, colección privada

Hermann Wilhelm Benjamin Eschke (Berlín, 6 de mayo de 1823-ibídem, 15 de enero de 1900) fue un pintor alemán especializado en marinas. 

## Biografía
En 1840, a la edad de diecisiete años, comenzó sus estudios con el profesor Wilhelm Herbig y, por recomendación suya, asistió a la Academia de las Artes de Prusia de 1841 a 1845. Después de graduarse, obtuvo un puesto en el estudio del pintor marinista Wilhelm Krause, donde permaneció hasta 1848. Por recomendación de Krause, obtuvo un puesto similar en el estudio de Eugène Lepoittevin en París.
En 1850 realizó varios viajes de estudio por el sur de Francia y los Pirineos. Cuando regresó a Berlín, se convirtió en un artista autónomo. Durante los siguientes treinta años continuó viajando frecuentemente, visitando el Mar del Norte, Noruega, Gales, la isla de Wight, Jersey y Bretaña, entre otros lugares. Todos estos viajes produjeron numerosos bocetos que más tarde se convirtieron en pinturas al óleo, aunque también hizo algún trabajo en plein-air.
Entre sus obras más familiares se encuentran las creadas junto con su hijo, Richard Eschke, para el Kaiserpanorama: La flota alemana en exhibición en Zanzíbar y La toma de Nueva Guinea. Más tarde, a Eschke se le otorgó el título de Königlicher Professor (profesor real) y recibió una medalla de oro en una exposición del Verein Berliner Künstler (Asociación de Artistas de Berlín).
También ejerció como maestro. Entre sus alumnos se encuentran Louis Douzette, Ernst Koerner, Walter Moras, Carl Saltzmann, Alexander Kircher y Elisabeth Reuter. En total, él y su esposa Anna tuvieron diez hijos, de los cuales dos, Richard y Oscar, se convirtieron en pintores.